# Josh Sawyer
Joshua Eric Sawyer, detto Josh o J.E. (Fort Atkinson, 18 ottobre 1975), è un autore di videogiochi e informatico statunitense, attivo nel genere del videogioco di ruolo.

## Biografia

### Prima dei videogiochi
Josh è nato e cresciuto a Fort Atkinson, città della Contea di Jefferson nel Wisconsin, da genitori di discendenti tedeschi emigrati negli Stati Uniti d'America a metà del XIX secolo. Si è laureato alla Lawrence University ad Appleton, ottenendo un Bachelor of Arts; e dopo essersi trasferito in California, decise di intraprendere la via nel mondo dei videogiochi, iniziando in Interplay Entertainment.

### In Interplay
Negli uffici di Interplay, inizialmente, Josh fu scelto come web designer per il sito di Planescape: Torment; non essendo quindi direttamente coinvolto nello sviluppo del gioco. Nel giro di pochi mesi però riuscì a farsi notare all'interno di Black Isle Studios, arrivando ad affiancare Chris Avellone durante lo sviluppo di Icewind Dale e Icewind Dale II. Presto i due avrebbero messo mano a Baldur's Gate III, ma data la difficile situazione in cui si ritrovò Interplay Entertainment, il progetto fu cancellato; oltre a questo venne cancellato anche il seguito di Fallout 2, allora noto come Van Buren a cui Josh lavorò costantemente; che venne venduto a Bethesda Softworks da cui ne sviluppò Fallout 3. Date le circostanze Chris Avellone e Feargus Urquhart decisero di lasciare Interplay nel 2003, e fondaro Obsidian Entertainment alla cui Sawyer si unì.

### Con Obsidian Entertainment
Ritrovatosi con i colleghi Avellone e Urquhart in Obsidian, il primo gioco al quale Josh contribuì fu Neverwinter Nights 2, nel 2006, seguito del primo capitolo sviluppato dai BioWare nel 2002. Nel 2010, poi, ebbe l'opportunità di rimettere mano alla serie Fallout (opportunità che inizialmente era stata stroncata dalla cancellazione di Van Buren) poiché Bethesda Softworks commissionò ad Obsidian la creazione di Fallout: New Vegas e Sawyer ricoprì il prestigioso ruolo di game director. Questa posizione l'avrebbe ricoperta anche durante lo sviluppo di Pillars of Eternity, videogioco di ruolo di successo finanziato su Kickstarter tramite crowdfunding, creato con quasi 4 milioni di dollari e pubblicato nel 2015.

## Giochi[1]
- Icewind Dale (2002), Black Isle Studios
- Icewind Dale II (2002), Black Isle Studios
- Van Buren (2003), Black Isle Studios[6]
- Neverwinter Nights 2 (2006), Obsidian Entertainment
- Fallout: New Vegas (2010), Obsidian Entertainment
- Pillars of Eternity, (2015), Obsidian Entertainment
- Pentiment, (2022), Obsidian Entertainment